# Michaił Gusiew
Michaił Iljicz Gusiew (ros. Михаил Ильич Гусев, ur. 30 listopada 1903 we wsi Załari w guberni irkuckiej, zm. 31 stycznia 1979 w Moskwie) – radziecki polityk, członek KC KPZR (1952-1956).
1923-1930 studiował w Syberyjskim Instytucie Technologicznym w Tomsku, później był pracownikiem naukowym Syberyjskiego Instytutu Górniczego w Tomsku. 1932-1934 asystent w Tomskim Instytucie Przemysłowym, 1934-1935 zarządca kopalni w Temyrtau, 1935-1937 p.o. docenta Tomskiego Instytutu Przemysłowego, 1937-1941 kierownik działu szkoleniowego technikum górniczego w obwodzie nowosybirskim, od 1939 w WKP(b). Od 1941 do marca 1947 kierownik wydziału węglowego, II sekretarz i I sekretarz Komitetu Miejskiego WKP(b) w Prokopjewsku. Od marca 1947 sekretarz, a od 7 października 1947 do 25 października 1950 II sekretarz Komitetu Obwodowego WKP(b) w Kemerowie. Od sierpnia 1950 do sierpnia 1952 przewodniczący Komitetu Wykonawczego Rady Obwodowej w Kemerowie, od 21 sierpnia 1952 do 22 grudnia 1955 I sekretarz Komitetu Obwodowego WKP(b)/KPZR w Kemerowie. Od 14 października 1952 do 14 lutego 1956 członek KC KPZR, 1956-1957 zastępca ministra przemysłu paliwowego Rosyjskiej FSRR. Odznaczony dwoma Orderami Czerwonego Sztandaru Pracy (1943 i 1953).